# Systropus xanthinus
Systropus xanthinus är en tvåvingeart som beskrevs av Joseph Hannum Painter 1963. Systropus xanthinus ingår i släktet Systropus och familjen svävflugor.
Artens utbredningsområde är Guatemala. Inga underarter finns listade i Catalogue of Life.